# Kanir-Dup
Kanir-Dup, ook San Ignacio de Tupile of Isla Gallina of officieel San Ignacio de Tupile o Kanir-Dup o Isla Gallina, is een plaats (lugar poblado) in de gemeente (distrito) Gunayala (provincie Gunayala) in Panama. In 2010 was het inwoneraantal 1200. 